# 図書 (雑誌)
『図書』（としょ）は、岩波書店が発行する月刊雑誌、出版社PR誌。

## 概要
『本の雑誌』（本の雑誌社）などと同様、読書人向けである。1936年2月、『岩波書店新刊』としてスタートし、1938年8月号で誌名を『図書』に改題する。1897年3月創刊の『學の燈』（丸善）に次いで古い歴史を持つ。なお出版社が発行するPR誌には他に、『IN★POCKET』（講談社）、『本の旅人』（角川書店）、『波』（新潮社）、『青春と読書』（集英社）などがある。

## 過去の連載作品
- 赤川次郎『滅びの花園』
- 伊藤比呂美『木霊草霊』
- 佐藤正午『小説の読み書き』
- 高橋英夫『文人荷風抄』
- 原研哉『日本のデザイン 美意識がつくる未来』
- リービ英雄『我的中国』